# Hammer farkasfalka
A Hammer farkasfalka a Kriegsmarine tengeralattjárókból álló második világháborús támadóegysége volt, amely összehangoltan tevékenykedett 1941. augusztus 5. és 1941. augusztus 12. között az Atlanti-óceánon, elsősorban az Írországtól délnyugatra eső vizeken. A Hammer (Kalapács) farkasfalka három tengeralattjáróból állt, amelyeknek egy hajót sem sikerült elsüllyeszteniük. Veszteségük sem volt.

## A farkasfalka tengeralattjárói
| A hajó száma | Parancsnoka                  | Részvétel kezdete  | Részvétel vége      |
| ------------ | ---------------------------- | ------------------ | ------------------- |
| U–96         | Heinrich Lehmann-Willenbrock | 1941. augusztus 5. | 1941. augusztus 12. |
| U–105        | Georg Schewe                 | 1941. augusztus 5. | 1941. augusztus 12. |
| U–751        | Gerhard Bigalk               | 1941. augusztus 5. | 1941. augusztus 12. |